# Сибір (фільм, 1976)
«Сибір» (рос. «Сибирь») — радянський шестисерійний телефільм 1976 року, знятий режисером Віктором Рижковим на ТО «Екран» за однойменним романом Георгія Маркова.

## Сюжет
1914 рік. Молодий учений — Іван Акімов, племінник професора Лихачова — біжить із наримського заслання. Інтереси справи вимагають від нього негайної поїздки до Стокгольма, щоб уберегти для майбутнього Російської Імперії унікальні праці Лихачова використання багатств сибірського краю. За допомогою одного з членів підпільної організації, більшовика, фельдшера Горбякова йому вдається втекти від переслідування та сховатися у тайзі. З Петрограда до Томська із закордонним паспортом та грошима для Акімова виїжджає молода революціонерка Катя Ксенофонтова. Друзі Івана допомагають йому зустрітися з Катею та дістатися до Стокгольма. Однак у Стокгольмі він уже не застає Лихачова. Іван розбирає архів професора, зберігши для Батьківщини його відкриття та наукові передбачення.

## У ролях
- Леонід Марков — Венедикт Петрович Лихачов, професор
- Сергій Сазонтьєв — Іван Акімов
- Тетяна Веденєєва — Катя
- Інна Аленікова — Поля
- Микола Волков — Федір Терентійович Горбяков
- Борис Кудрявцев — Федот Федотович
- Володимир Самойлов — Єпіфан Криворуков
- Антоніна Дмитрієва — Анфіса Криворукова
- Валерій Хлевинський — Никифор
- Дмитро Павлов — Варсонофій Квінтельянич Філатов, урядник
- Георгій Слабиняк — Воніфатій
- Ельвіра Бруновська — Глафіра
- Катерина Мазурова — Неоніла Терентіївна
- Микола Нікольський — Олександр Ксенофонтов
- Ольга Ніколаєва — тітка Стася
- Юрій Легков — Феофан Парокопитов
- Софія Пілявська — фрау Бауер
- Євген Лазарев — Осиповський
- Микола Волков — Насимович
- Лев Золотухін — Карпухін
- Наталія Ричагова — Маша
- Юрій Леонідов — Степан Димитрич Лук'янов
- Клементіна Ростовцева — Тетяна Никанорівна
- Сергій Десницький — Прохоров
- Едда Урусова — Степаніда Семенівна (Мамика)
- Олена Козелькова — Зінаїда
- Юрій Кузьменков — Тимофій Чернов
- Віталій Ованесов — Петька Скобилкін
- Діна Бамдасова — Домна
- Геннадій Некрасов — Василь Дем'янович Шустов
- Сергій Маркушев — Агафон
- Георгій Єпіфанцев — Агей
- Євген Перов — Агап
- Никифор Колофідін — Окентій Свободний
- Володимир Трошин — Юхим
- Іван Соловйов — перший жандармський полковник
- Леонід Губанов — другий жандармський полковник
- Анатолій Баранцев — епізод
- Сергій Єремєєв — гість
- Сергій Годзі — епізод
- Михайло Погоржельський — епізод
- Віктор Громов — професор
- Костянтин Михайлов — ректор
- Михайло Зимін — полковник
- Валерій Пушкарьов — епізод
- Леонід Луніч — епізод
- Михайло Сидоркін — піклувальник
- Геннадій Сергєєв — епізод
- Е. Троїцький — епізод
- Леонід Фомін — епізод
- Микола Шавикін — епізод
- Олег Щетинін — епізод
- М. Естріна — епізод
- А. Александрова — епізод
- Олексій Борзунов — п'яний
- Іван Власов — офіціант
- Г. Гороховников — епізод
- Олексій Зубов — епізод
- Є. Корсекіна — епізод
- Тетяна Махова — замовниця
- Тетяна Лєннікова — мати хворої дитини
- Л. Оськіна — епізод
- М. Ремізова — епізод
- Аркадій Рубцов — епізод
- Микола Бриллінг — Силантій
- Раїса Губіна — Ксенія
- Валентина Гузарєва — епізод
- Микола Болотов — епізод
- Володимир Кашпур — Лука
- Петро Должанов — Філімон Селезньов, староста
- Михайло Медведєв — Євлампій Єрмилич
- Григорій Михайлов — куркуль
- Олексій Мяздріков — епізод
- Олександр Леньков — гострослів
- Галина Костирьова — епізод
- Василь Корнуков — Прохор Шутілін, крамар
- Петро Кудлай — ямщик
- Віктор Новосєльський — Григорій Єлізаров
- Маргарита П'ятецька — епізод
- М. Соломець — епізод
- Сергій Сафонов — Ігнат Ігнатович, писар
- О. Синіцина — епізод
- В. Сулімова — епізод
- І. Турчанінова — епізод
- Євгенія Ханаєва — Затунайська
- Валентина Холіна — жвава баба
- Дмитро Шутов — Савелій Шубников
- Аліса Юфа — епізод
- Олексій Давидчук — Кирюша
- Степан Бубнов — Юхим Власов
- Віктор Бубнов — Єрмолай Лопаткін
- Людмила Новосьолова — Марфа
- Олександр Бєлоусов — епізод
- Володимир Бамдасов — кусковський мужик
- Андрій Цимбал — жандарм
- Георгій Шевцов — становий наримський пристав
- Іван Рябінін — кусковський мужик
- Роман Фертман — жандарм
- Всеволод Шиловський — Єгорша, тунгус
- Віктор Отіско — Єгорович, кусковський мужик
- Федір Савостьянов — епізод
- Леонід Недович — 'кусковський мужик
- Євген Бикадоров — кусковський мужик
- Борис Петелін — кусковський мужик
- Лемар Бурикін — епізод
- І. Антоніадіс — епізод
- Олександр Дік — поручик
- Володимир Головін — священик в поїзді
- Раїса Максимова — пасажирка
- Ерлена Осипович — епізод
- Анатолій Семенов — штабс-капітан
- В'ячеслав Фохт — епізод
- Ольга Якуніна — епізод
- Олена Блохіна — епізод
- Олексій Новиков — епізод
- В. Петров — епізод
- Євген Данчевський — студент
- Наталія Громова — епізод
- Сергій Проханов — гість
- Є. Рижов — Олефірич
- Галікс Колчицький — епізод
- Микола Корноухов — кусковський мужик
- Тетяна Піскунова — епізод
- Василь Давидчук — епізод

## Знімальна група
- Режисер — Віктор Рижков
- Сценаристи — Георгій Марков, Елеонора Мілова
- Оператор — Іван Домінікянц
- Композитор — Юрій Чічков
- Художник — Віктор Чєлишев